# Szuvodol
Szuvodol (macedónul: Суводол) település Észak-Macedóniában, a Pelagonijai körzet Demir Hiszar-i járásában.

## Népesség
| Lakosok száma | 457  | 487  | 448  | 479  | 568  | 462  | 426  | 415  | 371  |
|               | 1948 | 1953 | 1961 | 1971 | 1981 | 1991 | 1994 | 2002 | 2021 |

- 2002-ben 415 lakosa volt, akik közül 369 macedón, 31 albán és 15 egyéb.